# Artemisia kochiiformis
Artemisia kochiiformis là một loài thực vật có hoa trong họ Cúc. Loài này được Krasch. & Lincz. ex Poljakov mô tả khoa học đầu tiên năm 1954.